# خبازة ضئيلة
خبازة ضئيلة (الاسم العلمي: Malva pusilla ) هي نوع نباتي يتبع جنس الخبازة من الفصيلة الخبازية.  